# Данилов, Василий Лонгинович
 Василий Лонгинович Данилов  (27.1.1892 - 3.5.1970) — советский военачальник, участник  Великой Отечественной войны, генерал-майор (1946), начальник Калининградского высшего инженерного ордена Ленина Краснознамённого училища инженерных войск имени А. А. Жданова.

## Биография

### Начальная биография
Родился в 1982 году в  городе Рославль Смоленская области.
В мае 1915 году призван на службу в армию.
В 1918 году призван в ряды РККА, в период 1919-1921 годов воевал на Западном фронте.
В 1922 году окончил обучение в Петроградской военно-инженерной школе.
В 1939 году участвовал в Польском походе Красной армии.

### В Великую Отечественную войну
В Великую Отечественную Войну вступил в должности начальник инженерного отдела 9 Армии. 
В августе 1941 года получил тяжелое ранение в боях на ростовском направлении Южного фронта. После ранения продолжил службу в должности начальника Ленинградского военно-инженерного ордена Ленина Краснознаменного училища имени А. А. Жданова, эвакуированном в г. Кострому.  .
На фронт вернулся в 1943 году  в должности начальника штаба инженерных войск Северо-Западного фронта. 
Войну окончил в должности начальника отдела инженерных войск Одесского военного округа.

### После войны
После войны, в 1946 году. полковнику Данилову присвоено очередное звание - Генерал-майор инженерных войск. В 1948 году уволен из рядов вооруженых сил.
Умер 3 мая 1970 года.

## Награды
- Орден Ленина (21.02.1945);
- Орден Красного Знамени,  (03.11.1944);
- Орден Отечественной войны I степени ();
- Орден Красной Звезды (06.07.1943);
- Медаль «XX лет Рабоче-Крестьянской Красной Армии» (22.2.1938);

## Воинские звания
- генерал-майор инженерных войск (5.7.1946),